# إلفنيش هديرا
إلفنيش هديرا (من مواليد الأول من كانون الثاني/ديسمبر 1985) هي ممثلة إثيوبية أمريكية. شاركت إلفنيش في بطولة فيلم باي ووتش الذي صدر عام 2017 حيثُ جسّدت شخصية ستيفاني هولدن.

## الحياة المُبكّرة
وُلدت إلفنيش هاديرا في الأول من كانون الأول/ديسمبر 1985 في هارلم، من أصول إثيوبية وأوروبية، فوالدها أسفاها هو إثيوبيّ تغراي من اللاجئين وهو مؤسّس لجنة الخدمات الأفريقية (بالإنجليزية: African Services Committee) المنظمة غير الحكومية التي تتخذُ من هارلم مقرًا لها وتعمل على مساعدة المهاجرين الأفارقة، أما والدتها فتُدعى كيم نيكولز وهي المديرة التنفيذية المشاركة في مؤسّسة زوجها. تطوّعت هديرا للعمل مع المجموعة قبل دخولها مجال السينما والتمثيل. جديرٌ بالذكرِ هنا أنّ إلفنيش هديرا عملت نادلةً لمدة 10 سنوات قبل ظهورها التلفزيوني لأول مرة. التحقت بمدرسة هارلم للفنون، ثمّ درست فيما بعدُ في ثانويّة فيوريلَّا لا جارديا، وحصلت على ماجستير في الدراسات النصية والأداء من الأكاديمية الملكية للفنون المسرحية/كلية كينجز لندن.

## المسيرة المهنيّة
بدأت إلفنيش هديرا مسيرتها المهنيّة في عام 2010 حينما شاركت بدور ثانويّ في فيلم فيلم 1/20، ثمّ تعرفت على المخرج سبايك لي الذي مثّلت في عددٍ من الأفلام التي أخرجها أو شارك فيها على الأقل على غِرار مسلسل القائمة السوداء والفتى العجوز وفيلم أريني بطلًا فضلًا عن فيلم حريق شيكاجو ومسلسل المعاقب وأعمال أخرى. زادت شهرة إلفنيش عام 2017 حينما جسّدت دور ستيفاني هولدن في فيلم باي ووتش، وهو ما مكّنها من لعبِ دور كاي دانييلز في المسلسل التلفزيوني الخِداع (بالإنجليزية: Deception)، كما شاركت ولو في دور ثانويّ في مسلسل المليارات حيثُ جسّدت دور سكرتيرة لمدير صندوق الملياردير بوبي أكسلرود الذي لعب دوره الممثل داميان لويس. لعبت إلفنيش هديرا في التاسع والعشرين من أيلول/سبتمبر 2019 دور مايم جونسون زوجة بومبي جونسون في العرض الأول للمسلسل الدرامي الأمريكي عَرَّابُ هَارْلَمْ (بالإنجليزية: Godfather of Harlem) الذي عُرض على إيبيكس.

## قائمة أعمالها

### الأفلام السينمائيّة
| السنة | العنوان      | العنوان الأصليّ | الدور          |
| ----- | ------------ | -------------- | -------------- |
| 2010  | 1/20         | 1/20           | هازيل          |
| 2013  | الفتى العجوز | Oldboy         | جودي           |
| 2015  | شي-راك       | Chi-Raq        | السيدة ماكلاود |
| 2017  | باي ووتش     | Baywatch       | ستيفاني هولدن  |

### المسلسلات التلفزيونيّة
| السنة       | العنوان          | العنوان الأصليّ      | الدور          | ملاحظات                                                                |
| ----------- | ---------------- | ------------------- | -------------- | ---------------------------------------------------------------------- |
| 2011        | دا بريك          | Da Brick            | سالينغ         | فيلم تلفزيوني                                                          |
| 2013        | القائمة السوداء  | The Blacklist       | جينيفر بالمر   | ظهرت في حلقة واحدة فقط بعنوان طيّار (بالإنجليزية: Pilot)                |
| 2015        | أرني بطلاً        | Show Me a Hero      | كارمن فيبليس   | مسلسل تلفزيوني قصير                                                    |
| 2015        | حريق شيكاجو      | Chicago Fire        | سيرينا         | ظهرت في ثلاث حلقاتٍ من المسلسل                                          |
| 2016        | شخصيات صعبة      | Difficult People    | آبي            | ظهرت في حلقة واحدة بعنوان بُقع                                          |
| 2016-2017   | المليارات        | Billions            | ديب كاوي       | ظهرت في عشرين حلقة من المسلسل                                          |
| 2016        | قناعة            | Conviction          | نعومي جولد     | ظهرت في حلقتين فقط من المسلسل                                          |
| 2017        | سيد اللاشيء      | Master of None      | ليزا           | ظهرت في ثلاث حلقات من المسلسل                                          |
| 2017        | المعاقب          | The Punisher        | ميستريس        | ظهرت في حلقة واحدة من المسلسل بعنوان كروسيرز (بالإنجليزية: Crosshairs) |
| 2017 - 2019 | يجب أن تحصل عليه | She's Gotta Have It | أوبال جيلستراب | ظهرت في عشرِ حلقاتٍ من المسلسل                                           |
| 2018        | الخداع           | Deception           | كاي دانيلز     | لعب دور بطولي في هذا المسلسل حيثُ شاركت في ثلاثة عشر حلقة               |
| 2019        | عراب هارلم       | Godfather of Harlem | مايم جونسون    | لعبت دور البطولة في هذا المسلسل                                        |